# Club Deportivo Torrijos
El Club Deportivo Torrijos es un equipo de fútbol español del municipio de Torrijos (Toledo). Fundado en 1945 e inscrito en la Federación Castellana de Fútbol en 1954, el club ha llegado a competir 22 temporadas en la Tercera División Española, así como participar en cuatro play-offs de ascenso a Segunda División B. Actualmente juega en Primera Autonómica Preferente, disputando sus partidos en el Municipal San Francisco, con capacidad para 2500 espectadores y de césped artificial.
Poseen una fantástica grada de animación denominada como Frente Kubata, ubicados en la izquierda de la grada vieja del San Francisco; creando el año pasado un sitio exclusivo para ellos

## Historia
En 1930, un equipo de la localidad se hacía llamar los Monos Terribles. Todo indica que era el equipo líder de entre otros formados por grupos de amigos en sus barrios. Además de jugar entre ellos, este equipo se enfrentaba a los de poblaciones cercanas como Fuensalida y también con algún club de Toledo capital. Los años que restan hasta 1936 con el estallido de la Guerra Civil, mantuvieron la tónica general de jugando partidos amistosos entre las localidades del entorno. Normalmente se acordaba jugar encuentros de ida y vuelta para que nadie se sintiera perjudicado.
La década de los cuarenta significó un nuevo empezar. En los primeros años hubo un equipo del Frente de Juventudes y otro llamado Hércules Torrijeño. Es probable que este fuese el antiguo Monos Terribles, aunque seguramente surgió a requerimiento de un grupo de aficionados que en 1948 sentían la necesidad de un club representativo de la localidad. En él jugó de portero quien después sería famoso periodista deportivo, don Julián Reoyo. No tardó mucho en cambiar de nombre otra vez, recibiendo el de Olimpia Torrijeña. A estos dos se unían los equipos de Educación y Descanso A y B de Torrijos. Estos últimos participaron en las temporadas 1949-1950 y siguientes en los Campeonatos Provinciales organizados por la Obra Sindical de Educación y Descanso de Toledo. Se formaron cinco grupos, encontrándose el Torrijos A en el grupo 1º junto a Talavera, Val de Santo Domingo, Toledo A, Santa Olalla, Almorós y Santa Cruz de Retamar. El grupo 5º lo integraban frente al Torrijos B los equipos de Toledo C, Guadamur, Gálvez y La Puebla de Montalbán. 
El aumento de habitantes y el hecho de que el fútbol en Torrijos se practicaba con asiduidad, hizo que en la temporada 1954-1955 se inscribiera al equipo en la Federación Castellana de Fútbol un equipo con entidad deseoso de representar los colores de la población. Así surgió el Club Deportivo Torrijos, que en esa misma campaña participó en el Grupo 2º de Tercera Regional quedando clasificado en un meritorio sexto lugar.
Hasta la temporada 1962-1963, el club se había debatido en todas las categorías regionales, llevando un progreso deportivo paralelo al incremento demográfico, habiendo sobrepasado ya las 5.400 almas. No tardó pues en alcanzar la 1ª Regional Ordinaria, y al final de la magnífica campaña realizada, además de verse favorecido por la nueva reestructuración de la Tercera División que, tras alcanzar los puestos de honor, ascendió por primera vez en su historia a categoría nacional, a pesar de tener rivales como el C.D. Toledo -que fue el campeón-, Talavera C.F., C.D. Guadalajara y C. D. Leganés. Fue sin duda una emoción impresionante y una alegría indescriptible la que se sintió en Torrijos cuando se consiguió la gesta. Su primera participación en Tercera División fue en la temporada 1963/64, donde ha militado un total de 21 temporadas y ha llegado a jugar contra equipos como: C. D. Leganés, Rayo Vallecano, C.D. Toledo, Club Deportivo Manchego, Real Ávila o Gimnástica Segoviana.
En la temporada 1963-1964 la afición torrijeña conoció a equipos curados en lides superiores como eran: Rayo Vallecano, U.B. Conquense, Getafe Deportivo y A.D. Plus Ultra. En este último equipo se alineaba a Ramón Moreno Grosso, con posterioridad delantero centro del Club Atlético de Madrid en calidad de cedido y Real Madrid C. F. respectivamente; equipo este último donde se convirtió en toda una leyenda blanca y símbolo del Madrid de los ye-yés. Con tan potentes rivales, difícil sería mantenerse en categoría regional. Al final de la temporada, el Plus Ultra quedó campeón, y el Aranjuez C.F. y el C.D. Torrijos ocuparon los últimos lugares, descendiendo a 1ª Regional, categoría en la que solo permaneció la campaña 1964-1965, pues al final de la misma se reintegró a Tercera División al quedar entre los tres primeros que eran los que tenían derecho a subir de categoría. En esta última se mantuvo dos temporadas consecutivas; la 1965-1966 que hizo un digno papel, y la 1966-1967 que de nuevo acompañó al Bolañego al pozo de la regional. En ella estuvo un total de veinticinco temporadas luchando, unas veces para evitar descender, y otras para conseguir el ascenso directo o jugar la liguilla de promoción para volver a categoría nacional.
Con la reestructuración de las campañas 1985-1986 y 1986-1987 y, por sus buenas clasificaciones, el C.D. Torrijos se situó en Primera Preferente, desde la que intentaba año tras año volver a Tercera División. Por fin en la temporada 1991-1992, su dilatada experiencia y su excelente campaña, le llevaron de nuevo a Tercera División 25 años después. Quedó segundo tras el C.D. Manchego, que se proclamó campeón del grupo. Las trece temporadas consecutivas que van desde la 1992-1993 hasta la 2004-2005, el C.D. Torrijos se mantuvo en Tercera División, siendo uno de los pocos clubes de Castilla-La Mancha que lo ha conseguido, caso de Gimnástico de Alcázar, C.D. Guadalajara, C.D. Puertollano (aunque con dos denominaciones) y C.P Villarrobledo.
El club ha jugado en dos ocasiones la promoción de ascenso a Segunda División B. La primera vez fue en la campaña 1994/1995, cuando fue emparejado con el Poli Ejido, C.D. Don Benito y C.D. Utrera, siendo este último el campeón del grupo y quien, a la postre conseguiría el ascenso.
Solo dos años después casi se cumplió el sueño cuando en la temporada 1996/97 el C.D. Torrijos se proclamó subcampeón del liga y volvió a jugar la liguilla de ascenso a Segunda División B con el Motril C.F., C.D. Burguillos y Algeciras C.F., quedando segundos, empatados a 15 puntos con el Motril C.F. y, por consiguiente, sin conseguir el ascenso por perder el golaverage con dicho equipo. El cómputo de goles en los dos últimos encuentros jugados entre ellos fue favorable al Motril por 3 a 2, ascendiendo este último de categoría. Aquella temporada dirigía al equipo el torrijeño José Ramón Corchado, en solo su segundo año como entrenador procedente de la U.D. Santa Bárbara donde hizo su debut.
Desde la temporada 2013-2014, el C.D. Torrijos ha ido alternando su presencia entre la Primera Autonómica y la Primera Preferente, donde lucha por retornar de nuevo a la Tercera División española. En la temporada 2018-2019 asciende de nuevo a Tercera División.

## Uniforme
- Uniforme titular: Camiseta rojiblanca, pantalón azul y medias rojas.
- Uniforme visitante: Camiseta negra, pantalón negro y medias negras.

## Campo
Su campo de juego es el Municipal San Francisco, un recinto de césped artificial con gradas y tribuna, con una capacidad para unas 2500 personas aproximadamente. El día 15 de febrero de 2003, tuvo lugar la inauguración de las gradas y nuevos vestuarios del campo Municipal San Francisco, que contó con la ayuda del Ayuntamiento de la localidad.

## Datos del club
- Temporadas en Primera División: 0
- Temporadas en Segunda División: 0
- Temporadas en Segunda División B: 1
- Temporadas en Tercera División: 24
- Temporadas en Primera Preferente: 21
- Temporadas en Primera Regional: 8
- Temporadas en Segunda Regional: 9
- Temporadas en Tercera Regional: 6
- Mejor puesto en la liga (en Tercera División de España): 2º (temporada 1996-1997).

## Trayectoria
| Temporada | División      | Posición | Copa del Rey |
| --------- | ------------- | -------- | ------------ |
| 1954/55   | 3ª Regional   | 7º       |              |
| 1955/56   | 3ª Regional   | 5º       |              |
| 1956/57   | 3ª Regional   | 5º       |              |
| 1957/58   | 3ª Regional   | 6º       |              |
| 1958/59   | 3ª Regional   | 8º       |              |
| 1959/60   | 3ª Regional   | 2º       |              |
| 1960/61   | 2ª Regional   | 3º       |              |
| 1961/62   | 1ª Regional   | 3º       |              |
| 1962/63   | 1ª Regional   | 5º       |              |
| 1963/64   | 3.ª           | 15º      |              |
| 1964/65   | 1ª Regional   | 2º       |              |
| 1965/66   | 3.ª           | 15º      |              |
| 1966/67   | 3.ª           | 17º      |              |
| 1967/68   | 1ª Regional   | 11º      |              |
| 1968/69   | 2ª Regional   | 7º       |              |
| 1969/70   | 2ª Regional   | 14º      |              |
| 1970/71   | 2ª Regional   | 13º      |              |
| 1971/72   | 2ª Regional   | 8º       |              |
| 1972/73   | 2ª Regional   | 17º      |              |
| 1973/74   | 2ª Regional   | 13º      |              |
| 1974/75   | 2ª Regional   | 8º       |              |
| 1975/76   | 2ª Regional   | 1º       |              |
| 1976/77   | 1ª Regional   | 11º      |              |
| 1977/78   | 1ª Regional   | 3º       |              |
| 1978/79   | 1ª Regional   | 3º       |              |
| 1979/80   | 1ª Preferente | 14º      |              |
| 1980/81   | 1ª Preferente | 9º       |              |
| 1981/82   | 1ª Preferente | 11º      |              |
| 1982/83   | 1ª Preferente | 18º      |              |
| 1983/84   | 1ª Preferente | 12º      |              |
| 1984/85   | 1ª Preferente | 7º       |              |
| 1985/86   | 1ª Preferente | 13º      |              |
| 1986/87   | 1ª Preferente | 20º      |              |
| 1987/88   | 1ª Preferente | 6º       |              |
| 1988/89   | 1ª Preferente | 9º       |              |

| Temporada | División      | Posición | Copa del Rey |
| --------- | ------------- | -------- | ------------ |
| 1989/90   | 1ª Preferente | 4º       |              |
| 1990/91   | 1ª Preferente | 8º       |              |
| 1991/92   | 1ª Preferente | 2º       |              |
| 1992/93   | 3.ª           | 7º       |              |
| 1993/94   | 3.ª           | 9º       |              |
| 1994/95   | 3.ª           | 4º       |              |
| 1995/96   | 3.ª           | 11º      |              |
| 1996/97   | 3.ª           | 2º       |              |
| 1997/98   | 3.ª           | 7º       |              |
| 1998/99   | 3.ª           | 12º      |              |
| 1999/00   | 3.ª           | 14º      |              |
| 2000/01   | 3.ª           | 14º      |              |
| 2001/02   | 3.ª           | 9º       |              |
| 2002/03   | 3.ª           | 16º      |              |
| 2003/04   | 3.ª           | 16º      |              |
| 2004/05   | 3.ª           | 18º      |              |
| 2005/06   | 1ª Preferente | 5º       |              |
| 2006/07   | 1ª Preferente | 1º       |              |
| 2007/08   | 3.ª           | 18º      |              |
| 2008/09   | 1ª Preferente | 2º       |              |
| 2009/10   | 3.ª           | 7º       |              |
| 2010/11   | 3.ª           | 15º      |              |
| 2011/12   | 3.ª           | 11º      |              |
| 2012/13   | 3.ª           | 19º      |              |
| 2013/14   | 1ª Preferente | 5º       |              |
| 2014/15   | 1ª Preferente | 3º       |              |
| 2015/16   | 1ª Preferente | 9º       |              |
| 2016/17   | 1ª Preferente | 15º      |              |
| 2017/18   | 1ª Autonómica | 1º       |              |
| 2018/19   | 1ª Preferente | 2º       |              |
| 2019/20   | 3.ª           | 11º      |              |
| 2020/21   | 3.ª           | 6º       |              |
| 2021/22   | 3.ª           | 5º       |              |
| 2022/23   | 3.ª           | 9º       |              |
| 2023/24   | 3.ª           | 16º      |              |

|style="background:#CECE1B;"|24/25
|style="background:#CECE1B;"|1ª Preferente
|style="background:#CECE1B;"|
!style="background:#efefef;"|
- 26 temporadas en Tercera División.

## Plantilla actual

### Trofeos nacionales
- Liga de Primera Preferente de Castilla-La Mancha (1) 2006-2007
- Liga de Primera Regional de Castilla-La Mancha (2) 2017-2018
- Liga de Segunda Regional de Castilla-La Mancha (1) 1975-1976